# Bund der Eghalanda Gmoin
Der Bund der Eghalanda Gmoin e. V. – Bund der Egerländer (BdEG) ist heute ein deutscher Vertriebenenverband, der ursprünglich im Jahr 1907 mit dem Ziel gegründet wurde, die Interessen der Deutschen im Egerland zu vertreten. Nach der Vertreibung der Deutschen aus dem Egerland durch die Tschechoslowakische Republik wandelte sich der BdEG in einen Vertriebenenverband. Der BdEG gliedert sich in Landesverbände, die sich wiederum aus den einzelnen Egerländer Gmoin zusammensetzen. Vertretungsberechtigter Vorstand ist Helmut Kindl. Der BdEG ist Mitglied im Bund der Vertriebenen (BdV).

## Das Egerland

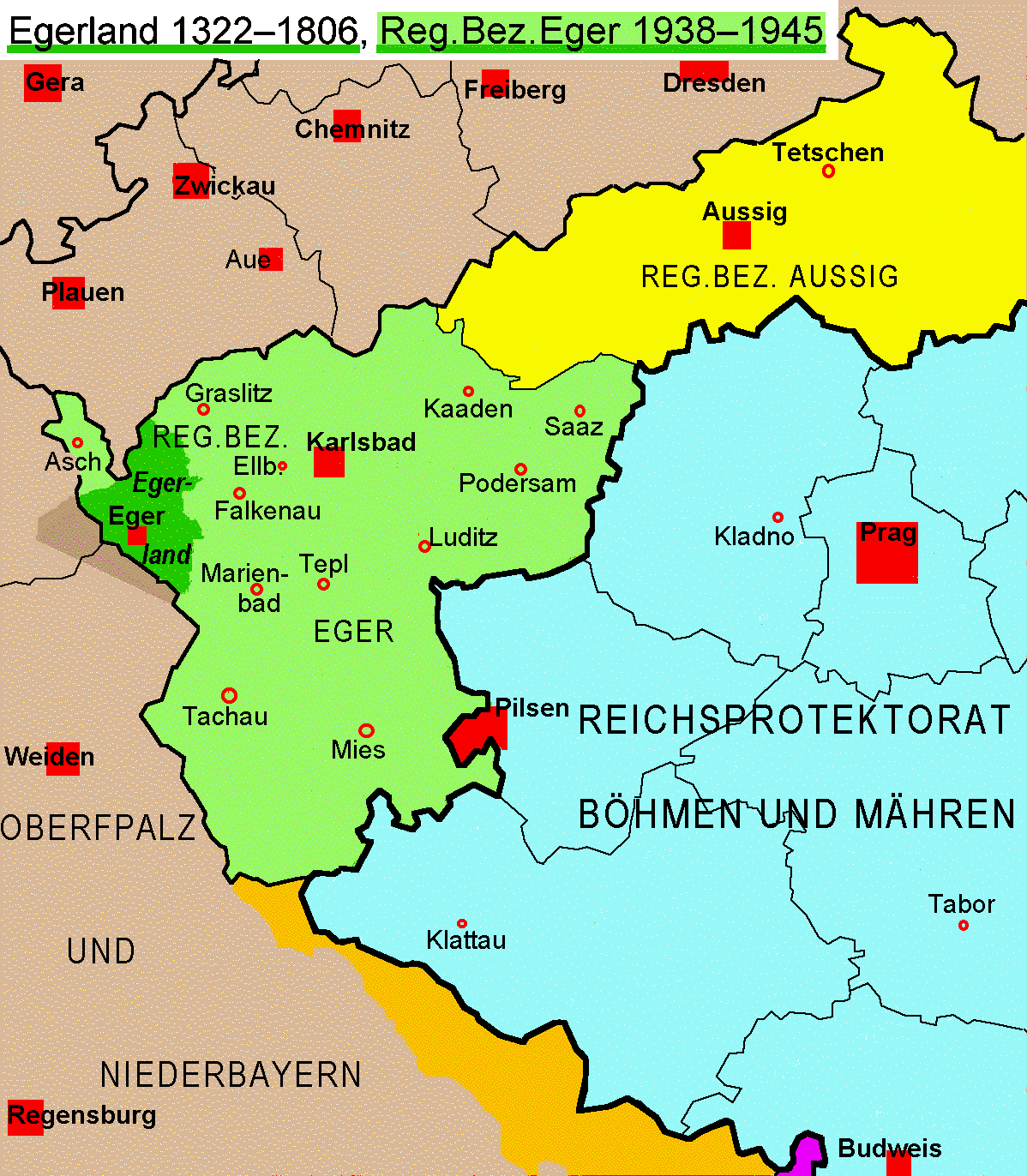
Übersichtskarte über das Egerland

Das Gebiet des historischen Egerlandes liegt heute in Tschechien und Bayern. Der tschechische Teil mit einer Fläche von knapp 1000 km² bildet den größeren Teil des Okres Cheb, ohne den nach Deutschland hineinragenden Zipfel um die Stadt Asch. Es umfasst das Egerer Becken mit Teilen seiner Randgebirge, dem Elstergebirge im Norden, der Ostseite des Oberpfälzer Waldes und den Kaiserwald im Osten. Die Ostgrenze verlief entlang des Leibitschbaches und von dessen Mündung in die Eger weiter südwärts bis zum Tillenberg. Teil des Egerlandes war auch die vom Sechsämterland umschlossene Exklave Marktredwitz. Die Städte Karlsbad, Elbogen, Falkenau, Marienbad, Tepl und Luditz lagen außerhalb des historischen Gebietes.

## Kurzgeschichte des Verbands
- 12. Mai 1907: Vorbesprechung der Gründung bei der Gmoi Teplitz-Schönau
- 10. November 1907: Gründung des BdEG in Tetschen
- 1912: Die Mitgliedszahl übersteigt 700 Mitglieder.
- 1914: Erste Gmoin im Ausland (New York, Triest) entstehen und treten dem BdEG bei
- 1918: Mit der Einverleibung der deutschen Gebiete in die neugegründete Tschechoslowakei durften im BdEG nur noch dort ansässige Gmoin Mitglied sein.
- 24. Februar 1924: Die Gmoin im Gebiet des Deutschen Reichs gründen den Reichsbund der Eghalanda Gmoin
- 1. Oktober 1938: Nach dem Anschluss des Sudetenlandes an das Deutsche Reich untersagten die Nationalsozialisten zunächst alle Vereinstätigkeiten. Der BdEG durfte als Heimatverband des Egerlandes mit eigener Tracht (Kleidung)- Tradition weiterbestehen.
- 1945/46: Ausrufung der 2. Tschechoslowakischen Republik, die Egerländer wurden während der Vertreibung der Deutschen aus der Tschechoslowakei ihres Besitzes enteignet und mussten das Land verlassen.
- 1949: Erstes Bundestreffen nach dem Zweiten Weltkrieg in Rothenburg ob der Tauber
- 27. August 1950: Wiedergründung des BdEG auf dem 2. Bundestreffen in Schwäbisch Hall[1]

## Vorgeschichte der Gründung
Am 6. August 1806 erlosch durch Napoléons Wirken und mit der Niederlegung der Reichskrone durch Kaiser Franz II. das Heilige Römische Reich Deutscher Nation. Das Zeitalter des Europa der Nationalstaaten begann. Mit dem Reichsdeputationshauptschluss wurde das Egerland integraler Bestandteil des österreichischen Kronlandes Böhmen. In dieser Zeit erwachte auch im tschechischen Bevölkerungsteil Böhmens der Gedanke des Nationalstaats.

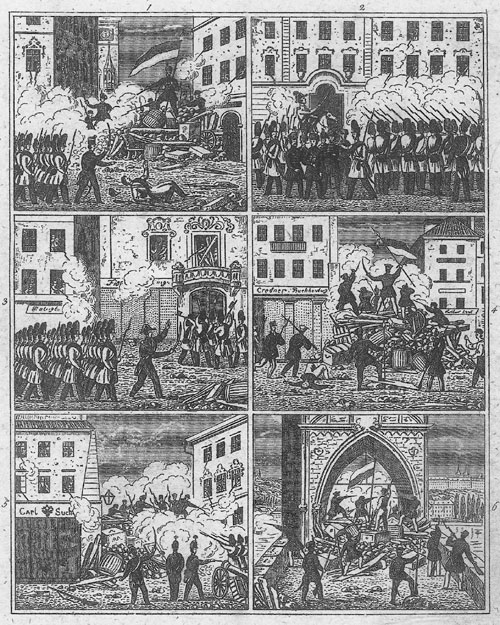
Zeitgenössische Bilderreihe des Prager Pfingstaufstands (12. bis 17. Juni 1848)

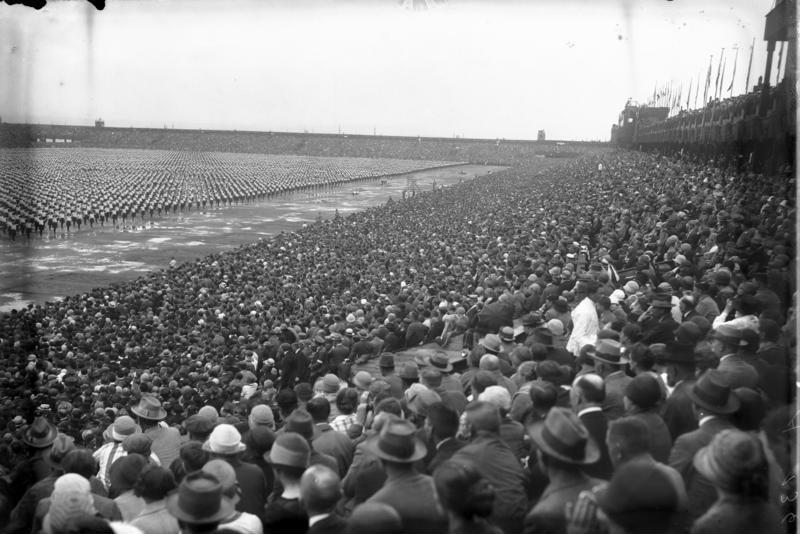
Sokol-Fest im Prager Stadion (Juli 1932)

In diesem national gestimmten Klima entwickelte sich die Märzrevolution 1848 auch in Böhmen, vor allem in Prag (Prager Pfingstaufstand). Die Tschechisch sprechenden Bevölkerungsteile lehnten deshalb folgerichtig die verfassunggebende deutsche Nationalversammlung ab. Stattdessen tagte in Prag ein Slawenkongress, bei dem der Historiker František Palacký eine entscheidende Rolle spielte. Hauptforderung des Kongresses war eine gleichberechtigte Rolle der Slawen in der Donaumonarchie (Austroslawismus). Dies war ein markanter Einschnitt im Zusammenleben der Menschen unterschiedlicher Sprachen in Böhmen. Während die Tschechen nach dem Vorbild der jahnschen Turnbewegung und der Urburschenschaft 1863 die Sokol gründeten, die das Andenken Jan Hus pflegte, sahen sich die Deutschen in den Randgebieten Böhmens gezwungen, sich als „Deutschböhmen“ zu behaupten. So wuchs in den Köpfen der deutschsprachigen Bevölkerung die Identität als „Böhmerwälder“ oder „Egerländer“.
Zu dieser, von den deutschsprachigen Böhmen als feindlich empfundenen Umwelt kamen soziale Schwierigkeiten hinzu. 1843 und 1846 kam es durch Totalausfällen der Kartoffelernte zu Hungersnöten in Böhmen, der industrielle Wandel vernichtete Arbeitsplätze in der Landwirtschaft und schuf gleichzeitig andernorts Arbeit in der Industrie. Hinzu kam der Goldrausch in Kalifornien. Viele Egerländer verließen in diesem Klima die Heimat und wanderten nach Übersee aus. Dort, aber auch in Europa bildeten sich auch die ersten landsmannschaftlich organisierten Vereinigungen, die zum Teil bis heute bestehen (Egerländer- und Sudetengemeinschaft Chicago, Verband der Sudetendeutschen Inc. New York und Umgebung oder die German-Bohemian Heritage Society in New Ulm, Minnesota). Der erste landsmannschaftliche Zusammenschluss erfolgte 1860 in Wien, wo sich Studenten zu einer Egerländer Tischgesellschaft „Egerländer Landtag“ genannt zusammenschlossen. Diese Gesellschaften, oft Egerländer Landtag oder Egerländer Tischgesellschaft genannt, die in Europa entstanden, rekrutierten ihre Mitglieder vor allem unter den Studenten und Akademikern.
Erst Jahre später etablierten sich im Egerland selbst derartige Gesellschaften, zuerst 1875 in Marienbad und 1879 in Karlsbad. Viele Egerländer zogen in die nahen nordböhmischen Industriegebiete rund um Aussig, Tetschen und Teplitz, weil dort Arbeitskräfte Mangelware waren. Auch sie gründeten landsmannschaftliche Vereinigungen, allerdings überwog hier die Zahl der Industriemitarbeiter unter den Mitgliedern, sodass von hier aus der soziale Aspekt der Vereinigungen in den Vordergrund rückte.
Aber nicht nur die deutschsprachige Bevölkerung formierte sich. Am 28. Oktober 1883 wurde in Budweis ein Kaiser-Franz-Joseph-Denkmal eingeweiht. Dort kam es zu einer Zusammenkunft zwischen dem Bürgermeister von Budweis, dem Schriftleiter der Deutschen Zeitung Wien und Anderen. Es wurde Besorgnis geäußert über die zunehmenden Rufe „Böhmen den Tschechen“ und „Deutsche raus“. Man kam zu dem Schluss, dass ein Schutzbund der Deutschen geschaffen werden musste.
Am 17. April 1884 fand daraufhin in Budweis die Gründungsversammlung des Böhmerwaldbundes statt. Allerdings verlief die Entwicklung hier genau umgekehrt als beim BdEG – zuerst wurde der Böhmerwaldbund gegründet, dann die Ortsgruppen. 1890 bestanden 203 solcher Ortsgruppen des Böhmerwaldbunds, Tendenz steigend.
Über die Zielrichtung des Böhmerwaldbundes schreibt die Budweiser Zeitung:

„Zweck und Aufgabe des vor einem Jahr gegründeten Deutschen Böhmerwaldbundes ist es, den deutschen Bewohnern des Böhmerwaldes und des südlichen Böhmens hauptsächlich in zweifacher Hinsicht beizustehen: einerseits sie in jeder Noth und Bedrängniß, in welche sie durch mangelhaften Verdienst und geringen Broderwerb gerathen, nach Kräften zu unterstützen, wie dies in den Satzungen des Bundes näher dargelegt ist, und andererseits sie in dein berechtigten Kampfe um die Erhaltung der von ihren Vorfahren ererbten Sprache und Sitte zu ermuntern und zu stärken.“

Der Böhmerwaldbund hatte also weitgehend die gleiche Zielsetzung wie die landsmannschaftlich-egerländischen Vereine, er entstand aber vor Ort und nicht in der Fremde.
1882 taucht erstmals der Begriff Egerländer Gmoi (= Gemeinde) auf, und zwar bei der Vereinsgründung der Egerländer Gmoi Brüx. Die Mitgliederstruktur der Egerländer Gmoin war eine andere als die der Egerländer Landtage. In den Gmoin engagierten sich vor allem Mittellose und Arbeitssuchende, die die Gmoin als karitative Hilfsorganisationen nutzten. Im selben Jahr benannte sich auch der Egerländer Landtag Wien in Egerländer Gmoi um, auch hier ging ein Mitgliederwandel und eine veränderte Zielsetzung des Vereins voraus. Die Gmoin wandelten sich zur Hilfsorganisation für die in der Heimat verbliebenen Landsleute. So gründete zum Beispiel die Gmoi in der böhmischen Industriestadt Tetschen-Bodenbach das Egerländer Kinder-Hilfswerk, welches bis 1938 1 Million Kronen für die nahe Heimat sammelte.
Die meisten Gmoin vor Gründung des Dachverbands entstanden in den 1880er und 1890er Jahren außerhalb des Egerlandes, so bestanden unter anderem Gmoin in Wien, Graz, Leitmeritz, Rumburg, Teplitz, Aussig, Budweis, Tschernowitz und Berlin. Außer den bereits genannten Gmoin in Marienbad und Karlsbad gab es im Egerland selbst damals nur die zwei Gmoin in Eger (gegründet 1884 und 1890). Bis zur Gründung des BdEG im Jahr 1907 ging die Gründungswelle der örtlichen Gmoin weiter. Schwerpunkte der Gmoin waren Wien und die nordböhmische Industrieregion, wo jeweils sieben Gmoin bestanden.

## Die Gründung desBund der Egerländer Vereine in Österreich
Der Gründung des Bundesverbands ging ein Aufruf Unser Egerland voraus:

„Seit Jahren schon wurde der Wunsch laut, einen Zusammenschluss sämtlicher in Österreich bestehender Vereine herbeizuführen [...] Der Zweck dieses Vereins wäre lediglich die Förderung der Liebe zur Heimat, die Auffrischung und Erneuerung alter Bekanntschaften unter den Mitgliedern der einzelnen Vereine, die Pflege heimatlicher Sitten und Gebräuche und der Muttersprache, eventuell könnte auch in sozialer und wirtschaftlicher Hinsicht etwas geleistet werden“

Daraufhin fand am 12. Mai 1907 eine Vorbesprechung der Gründung mehrerer Gmoin im Lokal der Gmoi Teplitz statt. Der Entschluss zur Gründung wurde gefasst, und eine Satzung entworfen, die beim Prager Innenministerium genehmigt werden musste. Schließlich wurde in der Zeitschrift Unser Egerland zur konstituierenden Sitzung am 10. November 1907 nach Tetschen geladen. Es versammelten sich 40 Vertreter von Egerländer Vereinen und gründeten den ursprünglich Bund der Egerländer Vereine in Österreich benannten Verband. Erster Bundesvorstand wurde Norbert Teizner.
Bis zum Ausbruch des Ersten Weltkriegs fanden jährliche Bundeshauptversammlungen statt, gleichzeitig gründeten sich weiter Gmoin innerhalb und außerhalb der k.u.k-Monarchie. Mit Ausbruch des Weltkriegs fanden dann keine Bundesversammlungen mehr statt. Die Verbandstätigkeit ruhte bis 1920. Im Jahr 1920 feierte der Bund der Deutschen, ein Schutzverein mit ähnlichen Zielen wie der Bund der Böhmerwälder, in Eger sein Bundesfest. Am Rande des Bundesfestes trafen sich Mitglieder verschiedener Egerländer Gmoin und beschlossen die Wiedergründung des Vereins. Da das Egerland nach dem Ersten Weltkrieg vornehmlich auf dem Boden der Tschechoslowakei lag, musste sowohl Satzung als auch Name geändert werden, man gründete also einen neuen Verband als Nachfolgeorganisation – den Bund der Egerländer Gmoin (BdEG).

## Gründung desBund der Egerländer Gmoin
Im September 1920 fand die erste Bundesversammlung des neuen Verbands statt. Richard Siegl (1882–1942) wurde als dessen erster Bundesvüarstäiha (Bundesvorsteher) gewählt, dieses Amt sollte er bis zu seinem Tod 1942 ausüben.

Sprachgebiete in der Tschechoslowakei um 1930

Burschenband der Egerländer Landsmannschaft Frankonia Bodenbach in den Egerländer Farben blau-silber-grün von Richard Siegl, dem ersten Bundesvorsteher der Egerländer Gmoin

Die Satzung des neuen Verbands wurde vom tschechoslowakischen Innenministerium nur unter der Auflage genehmigt, dass nur Gmoin aus dem Staatsgebiet der Tschechoslowakei (ČSR) Mitglied im Verband werden konnten. Trotzdem hielten die Gmoin im Ausland den Kontakt zum Bund, nahmen an den jährlichen Bundestreffen und den in diesem Rahmen stattfindenden Heimattagen teil. Mit ihrer Stellung im Staat war die sudetendeutsche Volksgruppe unzufrieden. Der Einmarsch tschechischer Truppen hatte 1918 Volksabstimmungen der Deutschen verhindert und der von den Sudetendeutschen geplante Anschluss an Österreich war von den Siegermächten untersagt worden. Ehemals österreichische Beamte, die kein Tschechisch sprachen, wurden entlassen, ebenso erging es vielen Leitern staatseigener Betriebe. In den deutschen Schulen wurde die Staatssprache Tschechisch als Pflichtfach eingeführt. Dies führte zu einem gestärkten Bewusstsein ihrer Nationalität auf Seiten der deutschen Minderheit (ca. 23 % der Bevölkerung).
Dies bescherte den Egerländer Gmoin einen Mitgliederzuwachs. Allein in Eger kamen nach dem Ersten Weltkrieg zu den bestehenden drei Gmoin fünf neue hinzu. Daneben bildeten sich weitere Vereine, die sich bewusst dem Deutschtum ihrer Mitglieder annahmen. Im Jahr seiner Wahl zum Bundesvorsteher wurde Richard Siegl zum Beispiel Gründungsbursch der Studentenverbindung Vandalia. Im Jahr 1922 wandelte sich diese Verbindung unter Mitarbeit von Richard Siegl in die Egerländer Landsmannschaft Frankonia Bodenbach um.
Die Zahl der Gmoin wuchs bis 1938 ständig an, auch infolge der zunehmenden ethnischen und sozialen Spannungen, die große Teile der deutschböhmischen Bevölkerung radikalisierten und der nationalsozialistischen Sudetendeutschen Partei große Zustimmung brachten. Im Oktober 1938 lag sie bei 106 Gmoin weltweit. Dieses stetige Wachstum stoppte schlagartig mit dem Anschluss des Sudetenlands an das Deutsche Reich. Allen Vereinen wurde zunächst die Tätigkeit untersagt. Sie unterlagen einer sogenannten „Stillhaltung“. Ein Stillhaltekommissar ordnete den Verein gemäß der Politik des Nationalsozialismus ein oder verbot sie. Der BdEG wurde in den Gauverband Sudetenland der Landsmannschaften und Trachtenvereine eingeordnet und durfte weiter bestehen.
Mit dem Ausbruch des Zweiten Weltkriegs 1939 kam das Leben im Verband zum Stillstand. Viele Egerländer kämpften an den Fronten und starben, das Bundesleben beschränkte sich auf die jährlichen Bundesversammlungen. 1942 verstarb der Bundesvorsteher Richard Siegl in Bodenbach (* 1882 in Sangerberg bei Marienbad), als Absolvent einer Lehrerbildungsanstalt in Prag im Schuldienst in Tetschen-Bodenbach. Sein Nachfolger wurde Ernst Bartl (* 1899 in Preßnitz, verstorben 1972 in Marktredwitz) vor 1945 Stadtrat, Ratsherr und Bürgermeister in Eger, Inhaber eines Uniformgeschäftes, welcher zahlreiche Auszeichnungen für seine Vereinstätigkeit erhielt. Nach dem Ende des Zweiten Weltkriegs im Mai 1945 wurden während der Vertreibung der Deutschen aus der Tschechoslowakei auch die Egerländer durch die Beneš-Dekrete enteignet und zum Verlassen der Heimat gezwungen. Sie kamen als Heimatvertriebene meist nach Süddeutschland. Das ehemalige Egerland wurde Teil der Tschechoslowakei und nachfolgend Tschechiens. Aus dem Heimatverband wurde ein Verband der Vertriebenen.